# (800974) 2014 MG70
(800974) 2014 MG70 est un transneptunien de magnitude absolue 6,15. Son diamètre est estimé à 270 km.